# Disturbios en Lhasa de 2008
Los disturbios en Lhasa de 2008 fueron una de varias protestas violentas que tuvieron lugar durante los disturbios tibetanos de 2008.

## Disturbios

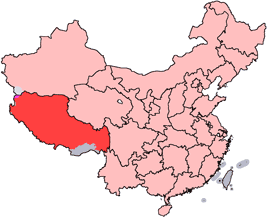
Región Autónoma del Tíbet

Los alborotadores tibetanos parecían estar apuntando a tiendas y vehículos propiedad de los han, el grupo étnico predominante en China, y hui, que son una minoría musulmana. Según la BBC y The Wall Street Journal, los alborotadores se concentraron en incendiar y saquear negocios de su propiedad; The Wall Street Journal declaró que los relatos de primera mano han sido relativamente raros en los informes de noticias occidentales, en parte porque es difícil comunicarse con la gente por teléfono en Lhasa. Los tibetanos enfrentaron problemas similares debido a los estrictos controles sobre los informes de los medios sobre los eventos en las áreas tibetanas de China. James Miles, en una entrevista con CNN, hizo la siguiente evaluación: "Lo que vi fue violencia dirigida contra un grupo étnico, o debería decir dos grupos étnicos, principalmente chinos de etnia han que viven en Lhasa, pero también miembros de la musulmana hui en Lhasa".
Según The Economist, "Las turbas, desde pequeños grupos de jóvenes (algunos armados con espadas tradicionales tibetanas) hasta multitudes de muchas docenas, incluidas mujeres y niños, arrasaron los estrechos callejones del barrio tibetano. Golpearon las ventanas de las tiendas, irrumpieron y se apoderaron de todo lo que pudieron, desde trozos de carne hasta botes de gas y ropa. Se llevaron algunos bienes, mientras que otros fueron arrojados a grandes fogatas encendidas en la calle". También se podía ver a niños pequeños saqueando una tienda de juguetes y las turbas intentando embestir las defensas de los bancos. Los alborotadores también atacaron a cualquier chino étnico en las calles. James Miles informó haber visto a un adolescente chino han suplicarle a un monje que lo ayudara a esconderse debido a la violencia en la ciudad.
The Guardian informó que, según el relato de un testigo extranjero, los alborotadores atacaron a han, hui y otras minorías étnicas. Los extranjeros no fueron atacados. Con la excepción de los hoteles de propiedad tibetana, muchos otros hoteles fueron destrozados y destrozados. El testigo extranjero también informó haber visto a tres alborotadores apuñalar repetidamente a un hombre inconsciente. Ante esto, la policía china anunció por altavoces que cualquier persona que participara en la violencia y se entregara sería tratada con indulgencia.
Según la Campaña por el Tíbet Libre con sede en Londres, un testigo en Lhasa vio a los alborotadores incendiar una mezquita el viernes por la noche y arrojar piedras a personas que parecían ser hui.
Otros turistas occidentales salieron del Tíbet con descripciones gráficas del nivel de violencia que había ocurrido. Algunos afirmaron que habían visto a chinos no tibetanos, incluidos ancianos, ser golpeados y apedreados hasta morir por grupos de tibetanos.

## Otros eventos
Un testigo dijo que los coches de la policía, los camiones de bomberos y otros vehículos oficiales fueron incendiados después de que estalló la ira tras la dispersión policial de una manifestación pacífica cerca de un pequeño templo en Lhasa. Según CNN, la policía utilizó disparos y gases lacrimógenos para disolver la protesta. "Los monjes siguen protestando. Se quemaron coches de la policía y del ejército. Hay gente llorando", dijo. Las tensiones en Lhasa aumentaron debido a que los tres monasterios más grandes de la ciudad fueron sellados por miles de soldados y policías en medio de las mayores protestas en casi dos décadas. Según los informes, las autoridades chinas hicieron disparos de advertencia y utilizaron gases lacrimógenos y picanas eléctricas para dispersar a cientos de manifestantes, además de detener hasta 50 monjes. Funcionarios de la embajada de Estados Unidos en Pekín dijeron a Associated Press que, según informes, ciudadanos estadounidenses habían visto disparos y disturbios en Lhasa. Los exiliados tibetanos citados en el informe de The Times de Londres reportaron que al menos cinco personas habían muerto por disparos de la policía antes del 15 de marzo.
Según un tibetano que huyó del Tíbet después de las manifestaciones en Lhasa, las tropas chinas atacaron a los manifestantes tibetanos el 14 de marzo y varios murieron por disparos y heridas de arma blanca.

## Consecuencias
A raíz de los disturbios, los residentes parecían tener reacciones encontradas ante la violencia. Algunos tibetanos celebraron tirando papel higiénico que se parecía a las tradicionales bufandas tibetanas sobre alambres a lo largo de las calles. Sin embargo, otros parecían horrorizados por la violencia.

## Víctimas
La fuente oficial de los medios de comunicación chinos, Xinhua, informó que el 14 de marzo en Lhasa "los alborotadores hirieron a 623 personas, incluidos 241 policías, y mataron a otras 18". También prendieron fuego a más de 300 lugares, en su mayoría casas, tiendas y escuelas privadas, destrozaron vehículos y dañaron instalaciones públicas".
Los medios oficiales chinos han publicado detalles que incluyen nombres y fotografías de algunos de los que murieron o resultaron heridos durante los disturbios. Según Xinhua, la policía local ha confirmado la identidad de 14 de los 18 civiles inocentes muertos en los disturbios de Lhasa, incluido un bebé de ocho meses y una mujer de etnia tibetana en un incendio.
Según el Centro Tibetano por los Derechos del Hombre y la Democracia, las fuerzas de seguridad chinas mataron al menos 101 tibetanos en Lhasa el 14 de marzo de 2008. La organización afirma que un documento del gobierno chino filtrado del Departamento de Examen Penal y Médico del Buró de Seguridad Pública de Lhasa confirma este número.
Radio Free Asia y la Campaña Internacional por el Tíbet informaron que estallaron nuevas protestas en el Templo Ramoche, situado en el noroeste de Lhasa, el 29 de marzo de 2008, cuando un grupo de 15 diplomáticos de los Estados Unidos, Japón y Europa regresó a Pekín después de una visita de dos días a la capital tibetana. Sin embargo, no se pudo obtener una verificación independiente de la protesta.
- Datos: Q4611423

1. 1 2  «Clashes leave 10 dead in Tibet». CNN. 15 de marzo de 2008. Consultado el 19 de marzo de 2008.
2. 1 2  «Transcript: James Miles interview on Tibet». CNN.com. 20 de marzo de 2008. Archivado desde el original el 11 de abril de 2008. Consultado el 23 de marzo de 2008.
3. 1 2 3 4 5  «Oh my God, someone has a gun ...». The Guardian (London). 15 de marzo de 2008. Archivado desde el original el 26 de agosto de 2016. Consultado el 19 de marzo de 2008.
4. 1 2  Chinese Dismayed by Tales of Tibet Violence, The Wall Street Journal
5. ↑  «Tibetans March For Talks With Dalai Lama». Radio Free Asia. 25 de marzo de 2008. Archivado desde el original el 29 de marzo de 2008. Consultado el 26 de marzo de 2008.
6. 1 2  «Fire on the roof of the world». The Economist. 14 de marzo de 2008. Archivado desde el original el 26 de mayo de 2009. Consultado el 19 de marzo de 2008.
7. ↑  MacArtney, Jane (18 de marzo de 2008). «Tibetan prisoners are paraded on trucks as China tightens its grip». The Times (London). Archivado desde el original el 13 de mayo de 2008. Consultado el 19 de marzo de 2008.
8. ↑  «Turmoil in Tibet after deadly violence». 14 de marzo de 2008. Consultado el 19 de marzo de 2008.
9. ↑  «Uneasy calm follows Tibet rampage». 15 de marzo de 2008. Consultado el 19 de marzo de 2008.
10. ↑  Page, Jeremy (19 de marzo de 2008). «Tourists tell of Tibetans' violence». The Australian. Archivado desde el original el 24 de marzo de 2008. Consultado el 23 de marzo de 2008.
11. ↑  Bell, Thomas (19 de marzo de 2008). «Tibetans attacked Chinese, say Lhasa tourists». The Telegraph (London). Archivado desde el original el 24 de marzo de 2008. Consultado el 23 de marzo de 2008.
12. 1 2  Miles, James (16 de marzo de 2008). «Fears of another Tiananmen as Tibet explodes in hatred». The Times (London). Archivado desde el original el 13 de mayo de 2008. Consultado el 20 de marzo de 2008.
13. 1 2  «Tibetan protests turn violent». Al Jazeera. 14 de marzo de 2008. Archivado desde el original el 16 de marzo de 2008. Consultado el 19 de marzo de 2008.
14. ↑  «Shops on fire amid Tibet protests». 14 de marzo de 2008. Archivado desde el original el 18 de marzo de 2008. Consultado el 19 de marzo de 2008.
15. ↑  «Escaped Tibetan rioter tells of Chinese repression». Archivado desde el original el 20 de mayo de 2011. Consultado el 10 de agosto de 2008.
16. ↑  «China urges int'l community to see true features of Dalai clique». Xinhua. 26 de marzo de 2008. Archivado desde el original el 29 de marzo de 2008. Consultado el 26 de marzo de 2008.
17. ↑  «Tibetans mourn five young women who died in riot». People's Daily. 21 de marzo de 2008. Archivado desde el original el 27 de marzo de 2008. Consultado el 26 de marzo de 2008.
18. ↑  «Facing riot, Tibetans, Hans side by side». People's Daily. 21 de marzo de 2008. Archivado desde el original el 27 de marzo de 2008. Consultado el 26 de marzo de 2008.
19. ↑  «Documentary: Accusation of the victims of 3.14 Lhasa riots (2)». People's Daily. 24 de marzo de 2008. Archivado desde el original el 6 de abril de 2008. Consultado el 26 de marzo de 2008.
20. ↑  «Police "confirm" identities of 14 civilians killed in Lhasa riots». Xinhua. 1 de abril de 2008. Archivado desde el original el 21 de octubre de 2012. Consultado el 2 de abril de 2008.
21. ↑  
«Leaked internal document shows China used machine guns to kill Tibetans in March 2008 protest» (en inglés). TCHRD. 20 de agosto de 2014. Archivado desde el original el 2 de julio de 2015. Consultado el 14 de junio de 2015.
22. ↑  «Reports: New protests in Tibet as diplomats end visit». CNN. 30 de marzo de 2008. Consultado el 30 de marzo de 2008.